# Gion

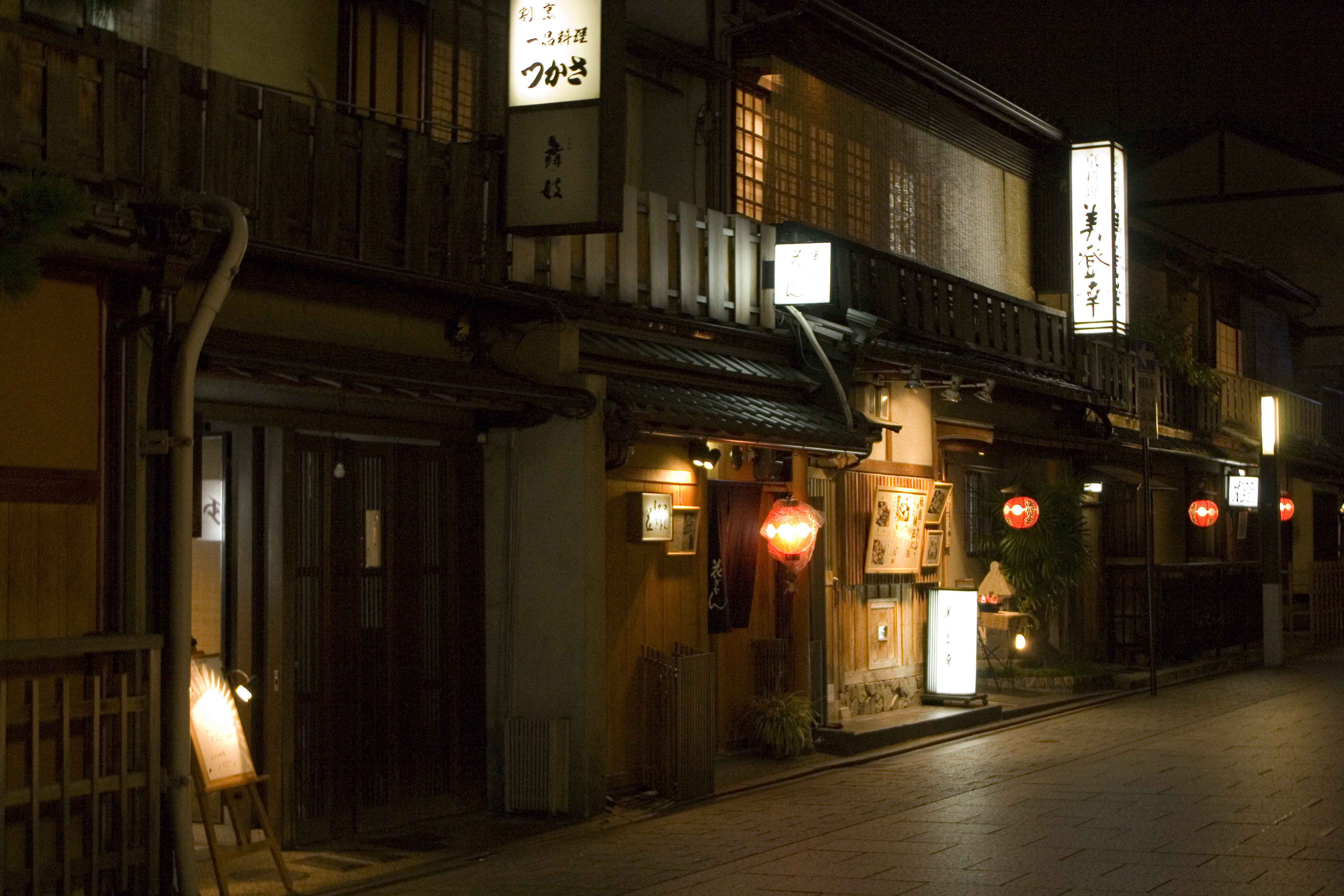
Gionská ulička

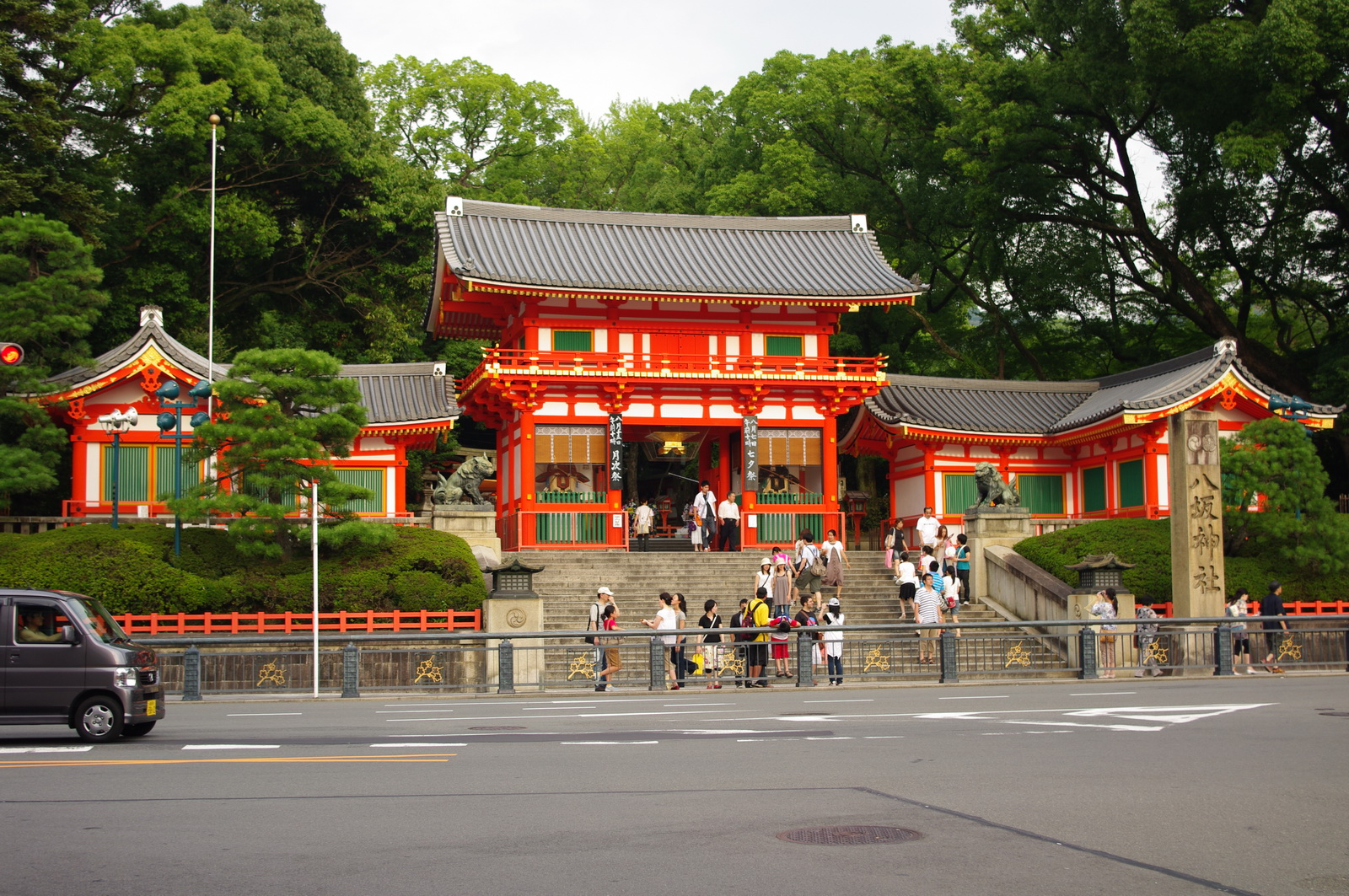
Svatyně Jasaka

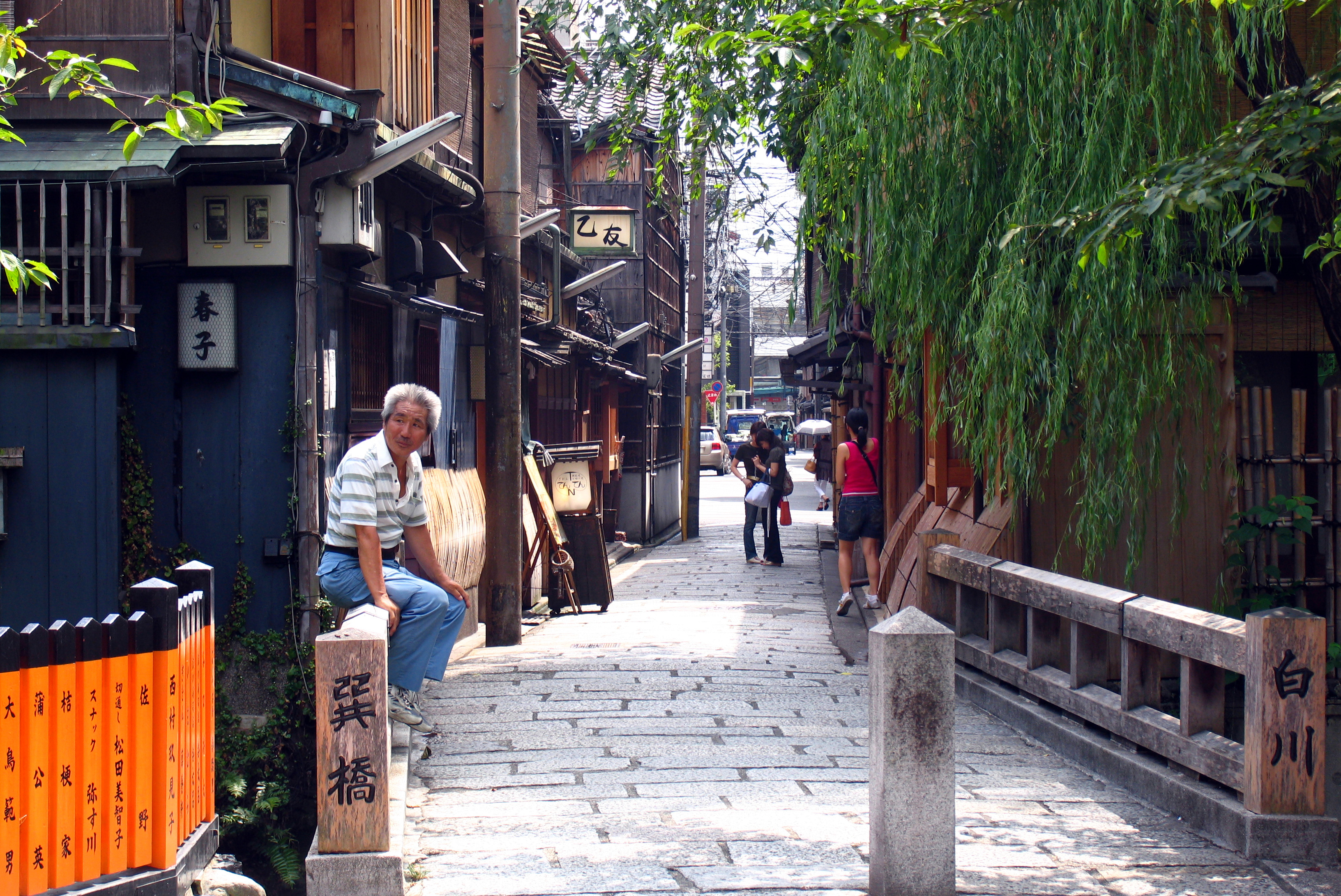
Gionská ulička

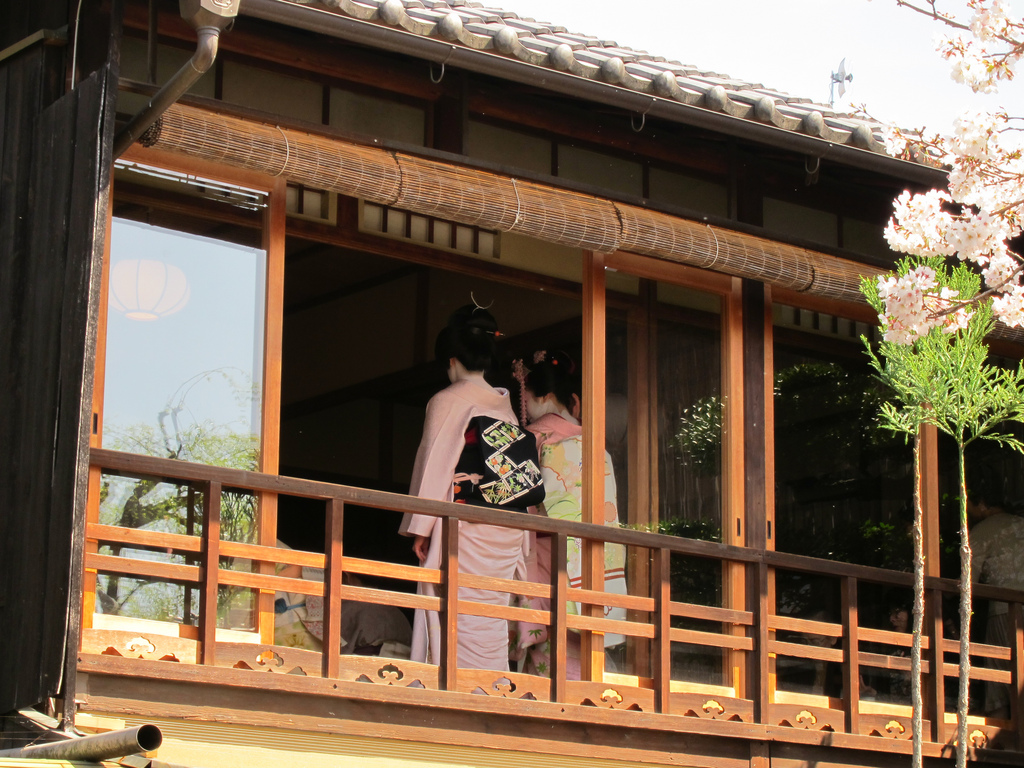
Gejši v čtvrti Gion

Gion (japonsky:祇園) je zábavní čtvrť ležící ve východní části japonského města Kjóta a také proslulá čtvrť gejš.

## Historie
Historie Gionu sahá do dob šógunů, když zdejší obchody sloužili poutníkům a návštěvníkům. Z nich se později staly čajovny.

## Svatyně Jasaka
Svatyně Jasaka byla postavena v roce 656. Její božstva mají chránit lidi před nemocemi. V roce 869 byly neseny Kjótem sochy božstev, aby zabránili šíření epidemie. Takto vznikla slavnost Gion macuri, kdy se sem na Nový rok chodí lidé pomodlit za zdraví.

## Divadlo kabuki
Nejdříve byly divadla japonské hry kabuki při nábřeží řeky Kamo, ale v 16. století se přesunuly východně od řeky. Divadlo Minamiza tam leží dodnes.

## Gion a gejši
Gion je poslední místo v Japonsku, kde se vyučují Maiko na Gejši. V uličce Šimbaši se nachází mnoho tradičních čajoven, kde gejši nadále dělají společnost politikům, ředitelům různých společností a jiným osobám.

### Tači Daimjódžin
Tači Daimjódžin je malá svatyně, kde jsou na její stěnách kartičky se jmény giónských gejš, které sem přišly prosit šintoistická božstva o blahobyt.